# Pedipalp

Pedipalpi (verde) la telifonide

Pedipalpii sunt a doua pereche de membre situate pe prosomă la chelicerate. Pedipalpii sunt formați din 6 articole: coxa, trohanter, femur, patelă, tibia și tars. La scorpioni, pseudoscorpioni, telifonide, ș. a. pedipalpii au forma unor clești mari și puternici, utilizați pentru apucarea, sfâșierea pradei și îm lupte cu dușmanii. La opilioni, schizomide ș. a. seamănă cu membrele locomotoare, însă sunt mai scurți. În cazul dat, pedipalpii au rol de organe senzitive (tactile). La păianjeni, la masculi, pedipalpii îndeplinesc rolul și organelor copulatore.